# Twe-spraack

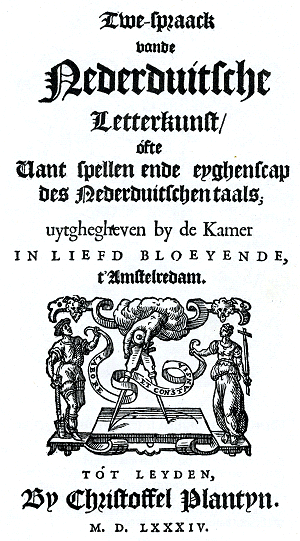

De Twe-spraack (voluit: Twe-spraack vande Nederduitsche letterkunst) is de eerste grammatica van het Nederlands, verschenen in 1584. De auteur is niet met zekerheid bekend; men heeft weleens gedacht aan D.V. Coornhert, maar waarschijnlijker is dat het H.L. Spiegel geweest is. Het werd door Christoffel Plantijn tijdens zijn periode in Leiden voor het eerst gedrukt en uitgegeven. Een eerder begin van een grammatica, door Johan Radermacher (1538 - 1617) uit 1568, is nooit voltooid.